# Onthophagus speculifer
Onthophagus speculifer es una especie de insecto del género Onthophagus, familia Scarabaeidae, orden Coleoptera.
Fue descrita científicamente por Solsky en 1876.